# La Bibliothèque du lion
Pour les articles homonymes, voir Lion (homonymie).
 (septembre 2024).
Si vous disposez d'ouvrages ou d'articles de référence ou si vous connaissez des sites web de qualité traitant du thème abordé ici, merci de compléter l'article en donnant les références utiles à sa vérifiabilité et en les liant à la section « Notes et références ».
La Bibliothèque du Lion est une maison d'édition de bibliophilie contemporaine gérée par Maziar Zendehroudi via la société Wearcraft, active de 2012 à 2017.

## Historique
La Bibliothèque du lion a été créée en 1998 par Maziar Zendehroudi, peintre et pilote d'avion de métier. Les publications sont irrégulières et les ouvrages sont rares, mais réalisés avec soin et originalité. Il s'agit pour la plupart de livres "à trois mains" : une rencontre entre un auteur, un peintre et un éditeur.

## Ouvrages publiés

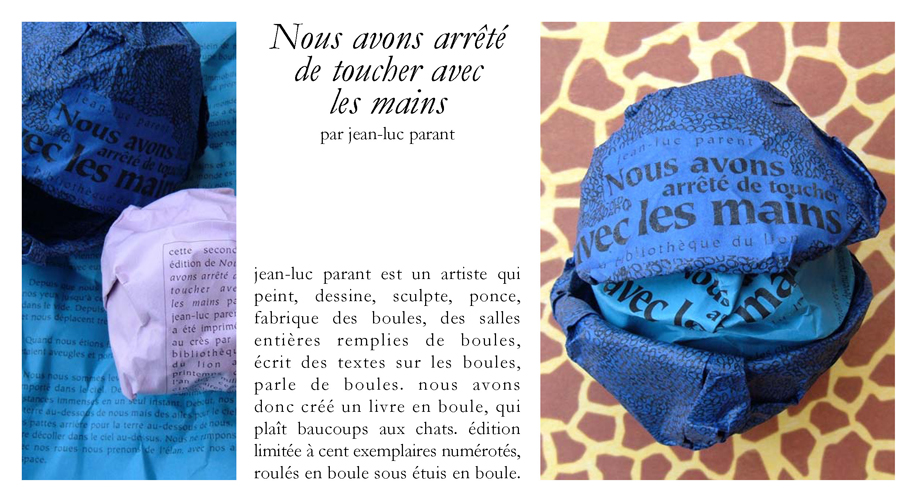

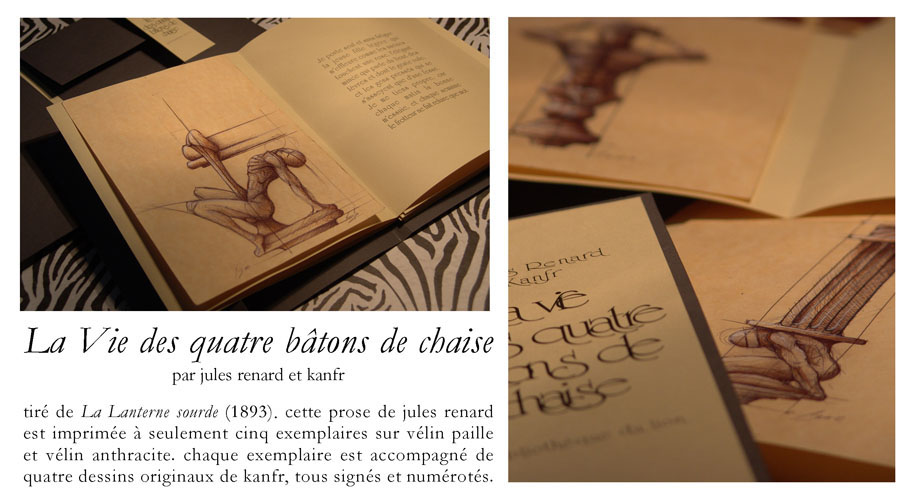

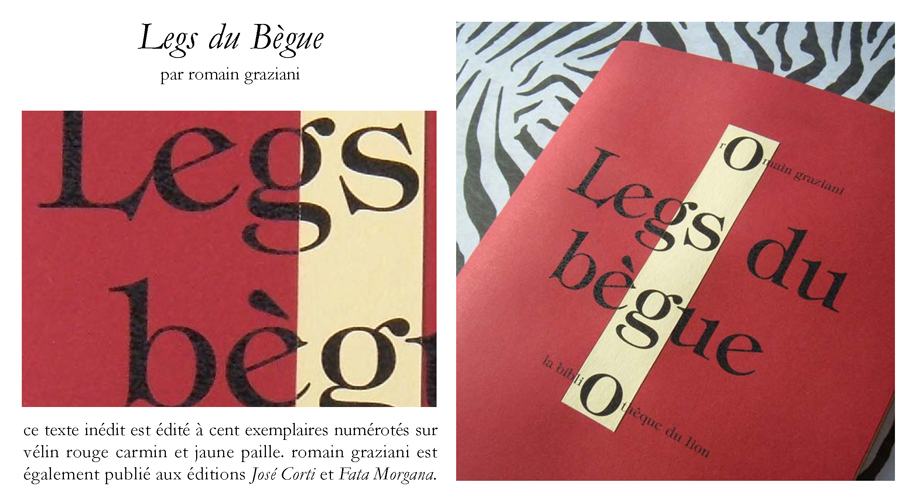

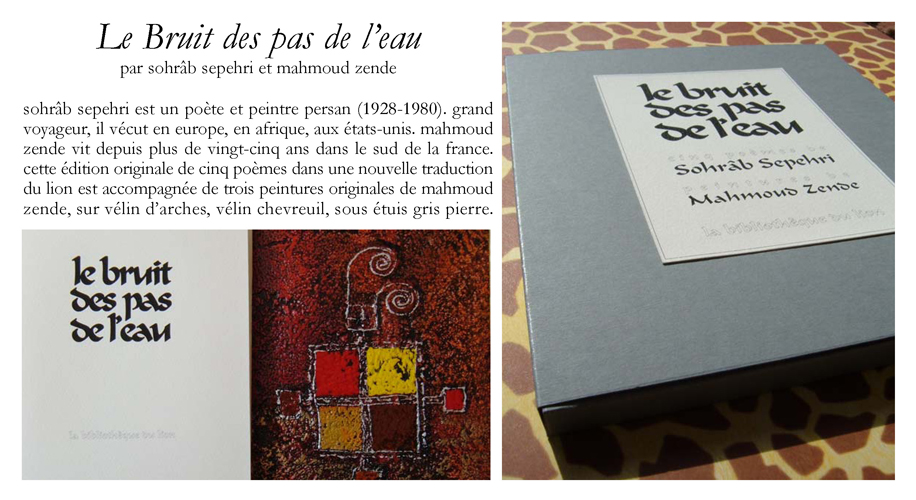

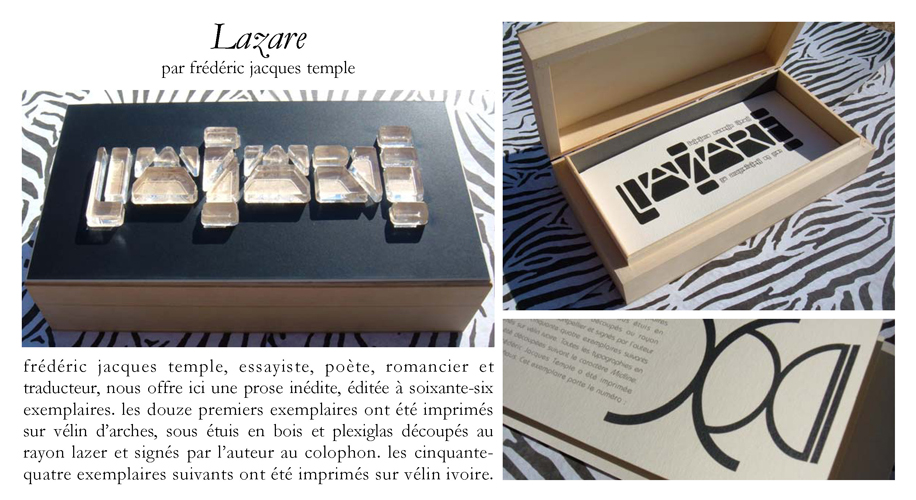

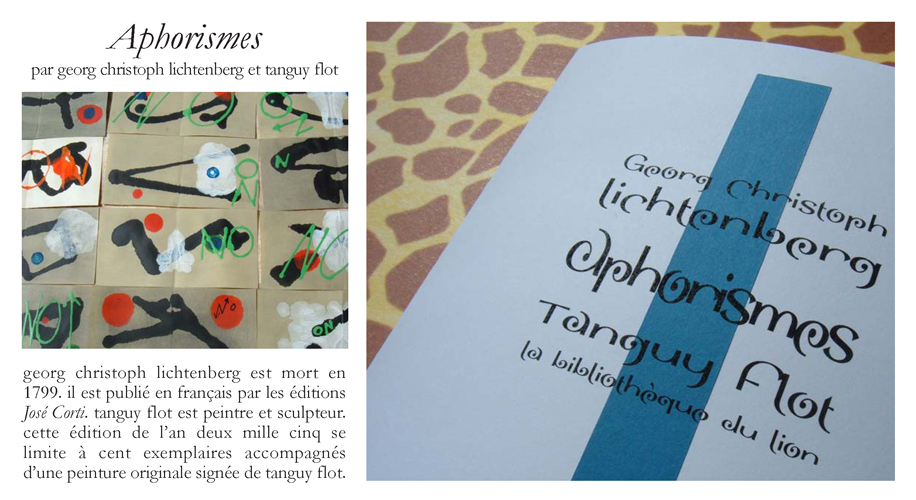

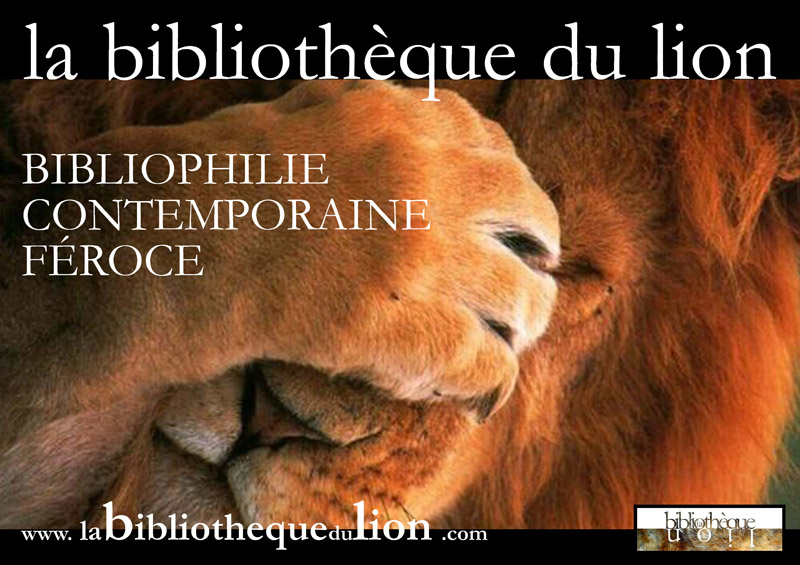

- Lettre à un jeune poète, Eugène Guillevic et Marie d'Ableiges
- L'enchère, Christophe Llorca et Joël Leick
- Voyageur Subtil, par Georges Walter et Maziar Zendehroudi
- Le Phénomène futur, par Stéphane Mallarmé et Philippe Guitton
- Elle n'étais pas d'ici... par Emile Michel Cioran et Philippe Guitton
- Descriptions du Petit, par Guy Viarre
- Complainte des alpinistes malchanceux, par Alphonse Camard et René Daumal
- Tout Boit dans le monde, par Anacréon
- Falaises, par Cédric Demangeot et Joël Leick
- Ode au Pavot, par Su-Che et Maziar Zendehroudi
- épitaphe d'une Ivrognesse, par Léonidas de Tarente
- épitaphe d'un Ivrogne mort d'un faux pas, par Antipatros de Thessalonique
- Fumerie, par Paul-Jean Toulet et H. Morell
- La Pipe, par Alphonse Rabbe
- Les Herbes du Tarahumara, par Alphonso Reyes et Maziar Zendehroudi
- Le Nuage ou l'yvrongne, par Pierre de Ronsard et Claude Routier
- Les Portes de l'opium, par Marcel Schwob
- Le Petit fût, par Guy de Maupassant et Claude Routier
- L'Heure verte, par Charles Cros et H. Morell
- Lettres, par Gustave Flaubert, Charles Baudelaire et Maziar Zendehroudi
- Rubayat, par Omar Khayam
- Les Propos des assassins, par Alfred Jarry et Étienne Zucker
- Le Vin, par Georges Brassens et Claude Routier
- Lettre à Pierre Matisse, par Alberto Giacometti
- Billy aux fers, par Herman Melville et Maziar Zendehroudi
- Le miracle de Sainte Igne, par Pouvillon et Claude Routier
- Secret Voyage, par Claude Routier
- Comment Pantagruel de sa langue couvrit toute une armée, et de ce que l'auteur veit dedans sa bouche, par François Rabelais et Christina Rabaste
- Nous avons arrêté de toucher avec les mains, par Jean-Luc Parant
- Dénombrements du monde, par Romain Graziani
- Du Lion vert, par Robert Marteau et Joël Leïck
- Altamira, l'homme du début, par Romain Graziani
- La Poésie expliquée à mon beau-frère, par Romain Graziani
- De l'œil du corps au feu de l'univers, par Jean-Luc Parant
- Adam a mal, suivi de Eve, etc., par Cédric Demangeot
- La Pomme de terre, par Francis Ponge et Philippe Guitton
- Ce que c'est que d'être ciel, par Romain Graziani et Fabrice Rebeyrolle
- Lettres de commande... par Jacques Moussempès et Henri Michaux
- Crime Russe, par Alphonski Alaisof
- Le Scandale, par Jean Cardonnel
- Aphorismes, par Georg Christoph Lichtenberg et Tanguy Flot
- Legs du Bègue, par Romain Graziani
- Le Bruit des pas de l'eau, par Sohrab Sépéri et Mahmoud Zende
- Lazare, par Frédéric Jacques Temple
- La Vie des quatre bâtons de chaise, par Jules Renard et Kanfr
- L'In-plano, conte de pâques, par Pierre Loüys et Didier Equer